# Ummern
Ummern è un comune di 1.564 abitanti della Bassa Sassonia, in Germania.
Appartiene al circondario (Landkreis) di Gifhorn (targa GF) ed è parte della comunità amministrativa (Samtgemeinde) di Wesendorf.